# Audrey Daule
Audrey Daule, née le 6 mai 1993 à Oyonnax, est une joueuse française de water-polo.
Appelée pour la première fois en équipe de France de water-polo féminin en 2011, elle est championne de France avec le Lille Métropole Water-Polo en 2014,.